# العايشة
العايشة إحدى قرى مركز زفتى التابع لمحافظة الغربية بجمهورية مصر العربية. أصلها من توابع قرية نواى البغال (الرجبية اليوم) حتى فصلت عنها سنة 1228 هـ. يحد القرية من الشمال كفر نواي ومن الجنوب السملاوية ومن الغرب مصرف العطف، تبلغ مساحة القرية 1068 أغلبها أراضي مزروعة. يوجد بالقرية ضريح لأبو خليل يتبرك به أهل القرية.

## السكان
بلغ عدد سكان العايشة 7689 نسمة حسب تقدير عام 2018.
| السنة  | 1882 | 1897 | 1907 | 1927 | 1947 | 1960 | 1976 | 1986 | 1996 | 2006  | 2018 |
| ------ | ---- | ---- | ---- | ---- | ---- | ---- | ---- | ---- | ---- | ----- | ---- |
| القرية | 1751 | 2072 | 2459 | 2250 | 1885 | 2283 | 3011 | 3919 | 4457 | 5,212 | 7689 |